# Cyathodium flabellatum
Cyathodium flabellatum là một loài rêu trong họ Targioniaceae. Loài này được Mehra mô tả khoa học đầu tiên.
Danh pháp khoa học của loài này chưa được làm sáng tỏ. 